# Scyllarus paradoxus
Scyllarus paradoxus is een tienpotigensoort uit de familie van de Scyllaridae. De wetenschappelijke naam van de soort is voor het eerst geldig gepubliceerd in 1881 door Miers.